# K弾

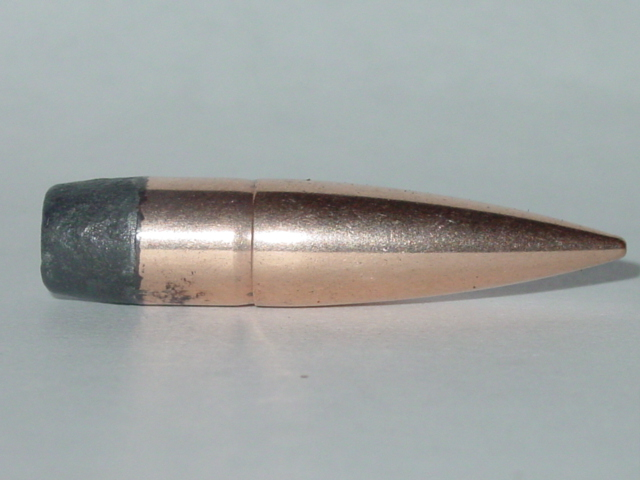
標準的な7.92×57mmマウザー徹甲弾。連合国の攻勢の前に設計された。工具鋼で作られた弾芯はボートテール形状を作るために弾丸の後部から露出している。

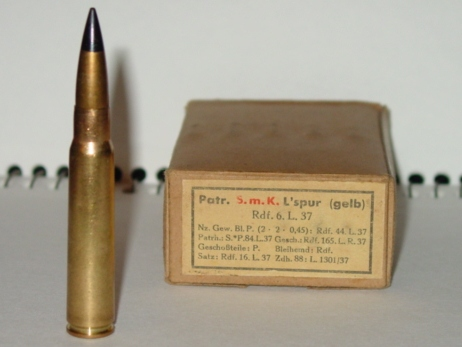
K弾の曳光バージョン。

K弾とは工具鋼でできた弾芯を内部に持つ7.92x57mmマウザー徹甲弾である。一般的なマウザー製小銃から撃ち出すために設計されている。 Kは核や芯を意味するドイツ語「Kern」の頭文字である。

## 経緯
当初、ドイツの兵員はイギリス製の重戦車にたちむかう初期の対戦車手段として、いわゆるリバースド・バレットを試した。これは弾丸を前後逆に薬莢へ取り付けて、装薬の量を増やしたものだった。この技術は未熟なものであったが、イギリスのマークI戦車に対して有効なことを示した。とはいえドイツ兵にとってもこの弾薬の使用は安全ではなく、すぐに廃れることとなった。
代わりに、ドイツ側は徹甲弾として特別に開発する「K弾」を考え付いた。1917年6月、K弾はベルギーのウェスト＝フランデレン州で行われたメセンの丘の戦いで投入された。射程100mまでならば、3発のうち1発は12～13mmの厚みのある装甲を撃ち抜くことができた。
イギリス軍がマークIV戦車を投入したことにより、装甲厚はさらに増し、K弾はすぐに無力化されたことが示され、ドイツ側は高度に特化された対戦車用の解決策を作り出すに至った。これは強力な13.2mm TuF弾薬と、世界初の対戦車ライフルであるマウザー M1918 Tゲヴェールを生み出した。

## 派生型
以下は第一次世界大戦・第二次世界大戦中にドイツで生産されたK弾の派生型である。
| 名称              | 制式名                                             | 説明 |
| ----------------- | -------------------------------------------------- | --- |
| S.m.K.            | Spitzgeschoss mit Kern                             | 標準的な鋼製の弾芯を備える尖頭徹甲弾。 薬莢底部の雷管周囲に赤い縁をそなえる。                                                 |
| S.m.K.H.          | Spitzgeschoss mit Kern, Hart                       | 工具鋼の弾芯を炭化タングステンに交換した高硬度タイプ。 雷管含め薬莢底部が赤い。1939年からは雷管のみが赤い。                   |
| S.m.K. L'spur     | Spitzgeschoss mit Kern, Leuchtspur                 | 短めの鋼製弾芯を備え、曳光剤を収容する。識別色は黄色が含まれる場合がある。 弾丸先端部は黒く、雷管の周囲は赤い縁となっている。 |
| S.m.K. Ub.m.Zerl. | Spitzgeschoss mit Kern Übungsmunition mit Zerleger | 非常に珍しい訓練弾。一定距離を飛翔したのち自己分解する。                                                                      |

戦間期にはポーランドがS.m.K弾の複製品をP弾と名付けて製造していた。 (przeciwpancerny)また、自国の徹甲弾には曳光剤を入れ、PSと呼称していた。(przeciwpancerny smugowy)。